# 松阪市立山室山小学校
松阪市立山室山小学校（まつさかしりつ やまむろやましょうがっこう）は三重県松阪市の市立小学校。

## 校区
山室町、田村町、宝塚町、御殿山町、駅部田町、小黒田町、光町、久保町、広陽町

## 児童数
2009年5月1日現在の児童数は613人。